# Riu Olimar

El riu Olimar (en castellà, río Olimar) és un riu de l'Uruguai ubicat majoritàriament al departament de Treinta y Tres. Neix a la Cuchilla Grande, proper a la població de Santa Clara de Olimar. Cap a l'est rep les aigües del riu Olimar Chico i dels afluents Yerbal i Corrales, fins a la seva desembocadura al riu Cebollatí, un dels cursos fluvials més llargs del país.